# Archelaos II av Makedonien
 Archelaos II var kung av Makedonien från 395 till 393 f.Kr.